# آندره نابوت
آندره نابوت (انگلیسی: Andrew Nabbout؛ زادهٔ ۱۷ دسامبر ۱۹۹۲) بازیکن فوتبال اهل استرالیا است.
از باشگاه‌هایی که در آن بازی کرده‌است می‌توان به باشگاه فوتبال ملبورن ویکتوری اشاره کرد.
وی همچنین در تیم ملی فوتبال استرالیا بازی کرده‌است.